# Emily Tremaine
Emily Tremaine (Rochester, Minnesota, 1989) es una actriz estadounidense, conocida por su papel de Audrey Bidwell en la serie de NBC The Blacklist y en la serie de Freeform Guilt como Natalie Atwood.

## Primeros años y educación
Tramaine nació en Rochester (Minnesota) y se graduó en mayo High School. Luego asistió a Sarah Lawrence College por un año.

## Carrera
En 2013, apareció en la película El lobo de Wall Street dirigida por Martin Scorsese como Cristy. En 2015, interpretó a Mallory en la película Self/less protagonizada por Ryan Reynolds. En 2016, Tremaine apareció de forma recurrente en la serie de HBO Vinyl interpretando a Heather, una receptionista. Más tarde, fue elegida para formar parte del elenco principal para interpretar a Natalie Atwood en la serie de Freeform Guilt que fue cancelada tras emitirse una sola temporada. En septiembre de 2017, se anunció que se unió al piloto del reinicio televisivo de la película Tremors de 1990 protagonizada por Kevin Bacon quién repite de nuevo su papel en la serie (Valentine McKee) en dónde dará vida a Emily McKee.

## Vida personal
Tremaine actualmente vive en Los Ángeles. Ella es representada por Bold Management & Production and Gersh.

## Filmografía
| Cine       | Cine                   | Cine             | Cine                           |
| Año        | Título                 | Papel            | Notas                          |
| ---------- | ---------------------- | ---------------- | ------------------------------ |
| 2013       | El lobo de Wall Street | Cristy           |                                |
| 2015       | Self/less              | Mallory          |                                |
| 2019       | Más que madres         | Lauren Lieberman |                                |
| Televisión |                        |                  |                                |
| Año        | Título                 | Papel            | Notas                          |
| 2007       | The Bronx is Burning   | Dorris           | Miniserie; 1 episodio          |
| 2008       | As the World Turns     | Fan at Metro     | 1 episodio                     |
| 2010       | The Good Wife          | Kirsten          | 1 episodio                     |
| 2011       | Lights Out             | Melissa          | 1 episodio                     |
| 2011       | One Life to Live       | Kriss Kall       | 1 episodio                     |
| 2011       | Person of Interest     | Snooty Salesgirl | 1 episodio                     |
| 2012       | Fireflight             | Amy Scott        | Película para televisión       |
| 2012       | Hunting Season         | Hostess          | 1 episodio                     |
| 2013–14    | The Blacklist          | Audrey Bidwell   | 3 episodios                    |
| 2016       | Guilt                  | Natalie Atwood   | Elenco principal; 10 episodios |
| 2018       | Bull                   | Dr. Allen MD     | 1 episodio                     |